# Rémy Chauvin
Rémy André Joseph Chauvin (Tolone, 10 ottobre 1913 – Sainte-Croix-aux-Mines, 8 dicembre 2009) è stato un biologo ed entomologo francese, docente universitario alla Sorbona di Parigi, i cui interessi l'hanno portato a occuparsi di argomenti di parapsicologia, esoterismo e ufologia.

## Biografia
È anche membro onorario dell'Istituto di Metapsichica Internazionale (IMI).
Successivamente al conseguimento della laurea in Scienze Biologiche nel 1937, all'Università di Montpellier, Francia, specializzandosi in Zoologia e Botanica, inizia un corposo studio su due specie di imenotteri eusociali (api e formiche), con un approccio tra il biologico-etologico-filosofico.
Molti dei biologi a lui contemporanei (zoologi, botanici e successivamente etologi e genetisti), ne criticavano i metodi di osservazione e sperimentali, classificandoli come poco scientifici, al limite della metafisica.
Una delle sue opere maggiori, fu quella sulla "Biologia delle api" 6 voll., dove sono presenti, in realtà, notevoli e numerose delucidazioni sulla vita e i costumi, di questi insetti così complessi, nella loro storia evolutiva.